# Воронежская роща
Воро́нежская дубо́вая ро́ща, или Англи́йский парк — один из первых парков города Липецка. В 1934—1964 годах вырублен.
Парк был создан в 1807 году — после закладки в 1805 году Нижнего парка. Для него отвели место на окраине Липецка (ныне между улицами Советской, Крайней, 8 Марта и Горького).
В парке росли 1200 дубов, поэтому его называли Воронежской дубовой рощей.
В конце XIX века территорию парка начали частично застраивать частыми домами с фасадами на главную аллею. Так возникла Гульбищенская улица (ныне улица Пушкина).
В 1934 году на территории парка закладывается механический завод (позже Станкостроительный). Значительная часть деревьев вырубается. Частично роща существовала до 1964 года; в ней водились зайцы. Тогда же, в 1964-м, снесли частные дома на Советской улице — в связи со строительством новых цехов Станкозавода. По некоторым сведения, до сегодняшнего дня от парка остались около трех дубов.